# سرعة إنحسارية
السرعة الانحسارية ھي المعدل الذي یتحرك فیة جرم فلكي، عادة من الأرض. ويمكن قياسها عن طريق التباين في الخطوط الطيفية أو عن طريق التقدير العام لإحْمِرَار الطيف المجري .ومن المعروف أن المسافة إلى المجرة تتناسب مع السرعة الانحسارية.
ويمكن حساب السرعة الانحسارية للمجرات خارج مجرتنا غالبا نسبة إلي إشعاع الخلفية الكونية الميكروي .
السرعة الانحسارية مهمة للمجرات البعيدة (قانون هابل) الانزياح نحو الأحمر يتناسب مع مسافة المجرة من الأرض.. وعادة ما يفسر التحول الأحمر على أنه نتيجة لسرعة الانحسارية، والتي يمكن حسابها وفقا للصيغة:
{\displaystyle v=H_{0}D\ }
حيث {\displaystyle H_{0}} هو ثابت هابل, {\displaystyle D} هي المسافة المتداخلة مليون فرسخ فلكي و {\displaystyle v} السرعة الانحسارية، تقاس عموما بالكيلومتر / الثانية.

## روابط خارجية
- كيف يمكن حساب السرعة الانحسارية
- قانون هابل قياسات السرعات والمسافات الخطوة 3: العثور على سرعة كل مجرة

## انظر أايضاً
- سرعة غريبة